# Красные двери
«Красные двери» (англ. Red Doors) — американский фильм 2005 года режиссёра Джорджии Ли.

## Сюжет
Фильм рассказывает историю китайско-американской семьи Вонг, живущей в пригороде Нью-Йорка. Отец семейства только что ушёл на пенсию. Он не видит перед собой перспектив и пытается покончить с жизнью. Но его три дочери, с которыми у него практически отсутствует общение, заставляют его поменять планы.
Старшая дочь, Саманта, успешная бизнес-леди, обручена с Марком, но начинает сомневаться в предстоящей свадьбе. Её сомнения ещё больше усиливаются после встречи со старым другом Алексом.
Средняя дочь, Джули, проходит практику в больнице и хочет стать медиком. В больнице она знакомится со звездой телевидения Мией Скарлет, которая пришла туда для подготовки к новой роли. Знакомство девушек приводит к неожиданной любви.
Младшая дочь, Кэти, ведёт войну с соседом и одноклассником Саймоном. Кэти считает, что Саймон любит её, и устраивает всё новые и новые ловушки для него.
Однажды отец исчезает из дому. Никто не знает, куда он делся. Это заставляет каждую из дочерей пересмотреть свой взгляд на семью и на ту роль, которую они играют в ней.

## В ролях
| В ролях               |  | Персонаж                   |
| --------------------- |  | -------------------------- |
| Ма Чжи (кант. Ма Цзи) |  | Эд Вонг, отец              |
| Жаклин Ким            |  | Саманта Вонг, старшая дочь |
| Элейн Као             |  | Джули Вонг, средняя дочь   |
| Фреда Фо Шэнь         |  | Вонг Мэйли, мать           |
| Кэти Ли Шаолинь       |  | Кэти Вонг, младшая дочь    |

| В ролях          |  | Персонаж                        |
| ---------------- |  | ------------------------------- |
| Миа Ривертон     |  | Мия Скарлет, звезда телевидения |
| Джейс Барток     |  | Марк, жених Саманты             |
| Россиф Сазерленд |  | Алекс, старый друг Саманты      |
| Себастиан Стэн   |  | Саймон, большая любовь Кэти     |
|                  |  |                                 |

## Награды
Фильм получил следующие награды:
| Награды                               | Награды | Награды                                      | Награды                                                           | Награды            |
| ------------------------------------- | ------- | -------------------------------------------- | ----------------------------------------------------------------- | ------------------ |
| Фестиваль / Премия                    | Год     | Награда                                      | Категория                                                         | Победитель         |
| CineVegas International Film Festival | 2005    | Special Jury Prize                           |                                                                   | Актёрский ансамбль |
| Кинофестиваль «Аутфест»               | 2005    | Приз зрительских симпатий Приз большого жюри | HBO Outstanding First Narrative Feature Outstanding Screenwriting | Джорджа Ли         |
| Tribeca Film Festival                 | 2005    | Best Narrative Feature                       |                                                                   | Джорджа Ли         |

## Интересные факты
Наряду с фильмом «Спасая лицо» является одним из первых фильмов, показывающим лесбийские отношения среди американцев азиатского происхождения.